# آرایشگاه ۲: بازگشت به کار
آرایشگاه ۲: بازگشت به کار (به انگلیسی: Barbershop 2: Back in Business) یک فیلم کمدی-درام آمریکایی محصول سال ۲۰۰۴ به کارگردانی کوین رادنی سالیوان با بازی آیس کیوب، سدریک اینترتینر، سین پاتریک توماس، دیون کول و ایو است. همچنین این فیلم به عنوان دنباله‌ای بر آرایشگاه (فیلم ۲۰۰۲) عمل می‌کند. و قسمت سوم این این فیلم در سال ۲۰۱۶ با عنوان آرایشگاه ۳: اصلاح بعدی منتشر شد.

## داستان
کالوین پالمر که مسئولیت اداره مغازه آرایش‌گری که پدرش و پدربزرگش صاحبان پیشینش بوده‌اند را به عهده دارد حالا باید با رقیب‌های جدیدی مواجه شود…